# TACAM R-2
 (octobre 2017).
Le TACAM R-2 est un canon automoteur utilisé par l'armée roumaine pendant la dernière partie de la Seconde Guerre mondiale. Le premier prototype est apparu en été 1943 et avait le nom de « Canon antichar sur affût mobile R-2 ». 21 exemplaires ont été produits, de juillet 1943 à juillet 1944.

## Développement
L'équipement en matériel de l'armée roumaine était, à l'entrée en guerre, fortement insuffisant par rapport aux besoins du Front de l'Est. Seulement deux régiments de chars de guerre existaient, et étaient équipés de 126 Skoda R2 et 75 Renault R-35, inférieurs aux nouveaux chars soviétiques KV-1 et T-34.
Toutefois, l'industrie de guerre allemande ne pouvait pas couvrir les besoins techniques de la Roumanie, la production des nouveaux chars Panzer III et Panzer IV couvrant à peine les pertes des divisions allemandes. De plus, l'industrie de guerre roumaine n'était pas assez développée pour permettre la construction d'un char indigène. Le désastre sur le Don a convaincu la direction de l'armée de prendre des mesures urgentes pour remplacer le matériel antichar qui avait été perdu au combat. En conséquence, la décision a été prise de transformer les chars Skoda R2 en chasseurs de chars. Le projet a été confié au Lt. Col. Constantin Ghiulai, qui avait déjà supervisé la conversion des chars T-60, capturés aux soviétiques, en chasseurs de chars TACAM T-60.

### Production
Le travail de conversion des chars R2 a commencé en juillet 1943 aux ateliers Leonida, le même endroit où avaient été transformés les chasseurs de chars TACAM T-60. L'armement principal choisi était le canon de champ soviétique modèle 1939 F-22 USV, calibre 76,2 mm. Le châssis du char a subi des modifications insignifiantes, la tourelle et le plafond du compartiment blindé étant enlevées. Une plaque métallique supplémentaire a été ajouté à l'intérieur pour soutenir le canon, et le plafond du compartiment blindé a été remplacé par une boite blindée constituée de plaques en acier, ayant une épaisseur de 10 à 17 mm, provenant des chars soviétiques capturés T-26, BT-7 et T-60. L'optique était de provenance roumaine, un appareil de visée modèle Septilici.

### Tests et description

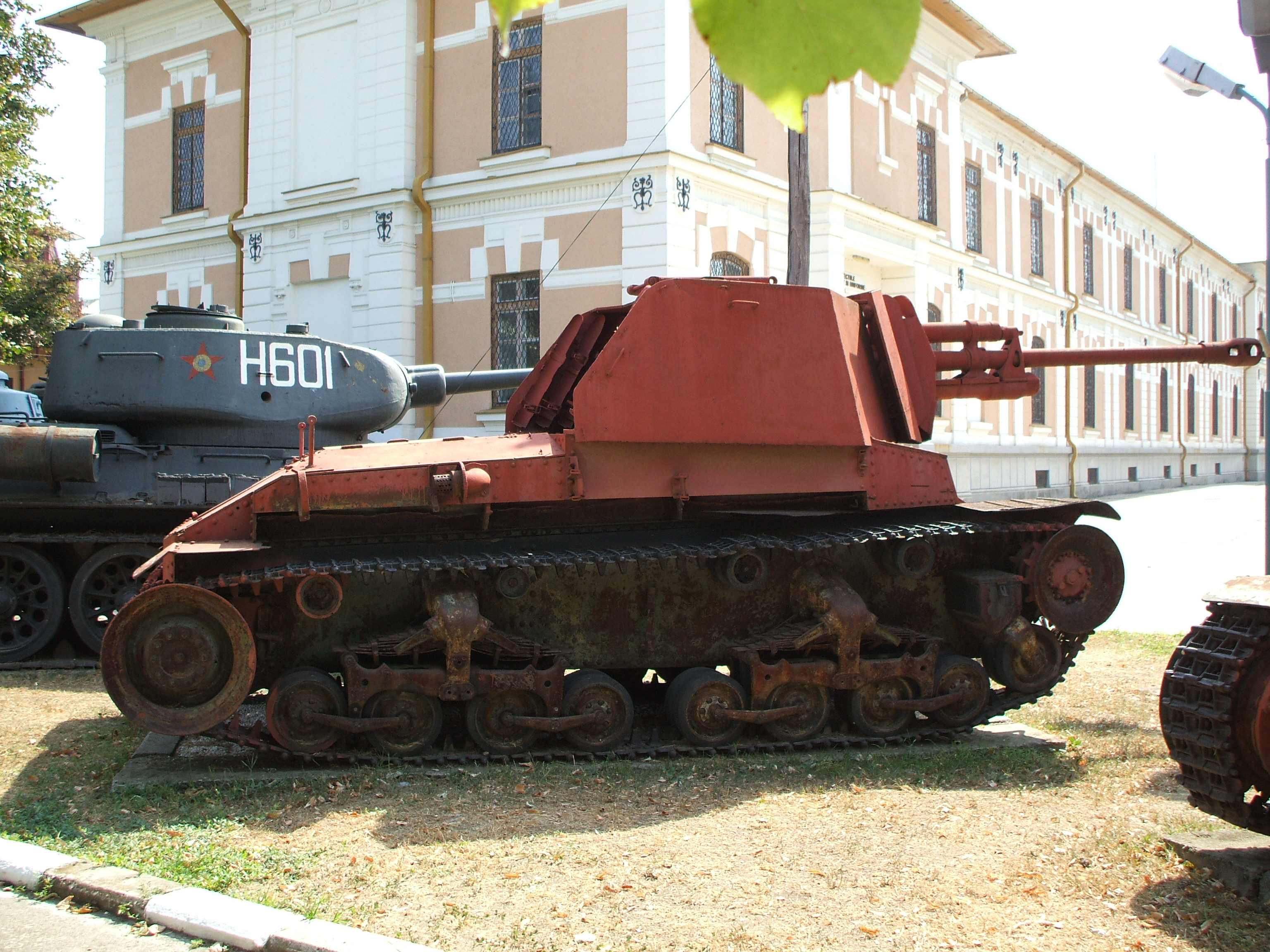
Chasseur de chars TACAM R-2 par rapport au char T-34/85 (derrière), son adversaire principal en été 1944.

En septembre 1943, le prototype a été envoyé au polygone de Suditi, à côté de Slobozia, pour une période de tests. Les points forts révélées par les tests étaient la solidité de l'emplacement du canon, l'espace intérieur qui permettait le rangement des munitions et le mouvement de l'équipage, et la protection correcte assurée à l'équipage. La hauteur du véhicule était son principal point faible, car cela diminuait les possibilités de camouflage. Après les tests, la décision a été prise de modifier 20 chars R-2, avec une extension à 40 exemplaires jusque fin 1944. Cette décision a été aidée par l'arrivage, à partir du début 1944, des chars Panzer IV et des canons automoteurs StuG IIIG, qui étaient censés remplacer les chars Skoda, devenu obsolètes, dans les divisions blindées. Les 20 premiers chasseurs de chars ont été terminés en juin 1944, dont 7 ont été envoyés au polygone de Dadilov pour des essais en conditions de combat. Ceux-ci ont révélé que le canon pouvait percer le blindage d'un char T-34 jusqu'à 500 m de distance. D'ailleurs, le tir devenait plus imprécis au-delà de cette distance, ayant quand même un très bon groupement jusqu'à 3 000 m. Les points faibles suivants ont été identifiés : La hauteur du véhicule nuisait fortement au camouflage et à la traversée des ravines, le canon était difficile à manœuvrer, l'optique était déficiente, ayant pour conséquence les faibles résultats des tirs à plus de 500 m.
Des modifications importantes ont été réalisées par la suite, comprenant le remplacement du canon par une pièce plus moderne, le ZiS-3, l'ajout d'une radio et l'augmentation du nombre de caissons de munitions. Le commandement de l'armée a décidé, en 22 juillet 1944, de ne plus modifier les 20 chars restants, en vue d'une transformation ultérieure avec le canon antichar Resita de 75 mm ou même Rheinmetall de 88 mm, ou d'une conversion en chars lance-flammes.

## Au combat
En juillet 1944, la compagnie no 5 TACAM R-2 a été créée dans le cadre du 2e bataillon d'entraînement, appartenant au 1er régiment de chars de combat. Les véhicules ont été transférés par la suite à la compagnie antichar no 63. Ces chasseurs de chars ont participé activement aux combats pour la libération du territoire roumain à la suite du retournement d'alliance le 24 août 1944. À la suite de la décision des soviétiques de démanteler le 1er régiment de chars, les 6 TACAM R-2 restants sont transférés au 2e régiment, et combattent dans la campagne de libération de la Hongrie et de l'Autriche.
Un seul exemplaire a survécu à la guerre, et se trouve aujourd'hui dans les collections du musée militaire national à Bucarest.